# Psychotria ownbeyi
Psychotria ownbeyi är en måreväxtart som beskrevs av Paul Carpenter Standley och Charlotte M. Taylor. Psychotria ownbeyi ingår i släktet Psychotria och familjen måreväxter. Inga underarter finns listade i Catalogue of Life.